# Шомба (приток Кеми)
Шомба (Маяоя, Ялнош) — река на севере Карелии, левый приток Кеми. Длина реки составляет 85 км, площадь бассейна — 1090 км².
Исток — озеро Хапаярви в Калевальском районе. Вытекает из него под именем Маяоя. Высота истока — 178,6 м над уровнем моря.
Протекает через озёра Ялиярви (ниже него называется Ялнош), Яли, Шомбозеро (ниже него называется Шомбой), Кукуа, Юрика, Кургиево, Лулло. Ниже Шомбозера пересекает границу Кемского района и течёт далее по его территории. Впадает в Кемь в 3 км восточнее посёлка Шомба.

## Бассейн

### Притоки
(от устья к истоку)
- Канноноя (правый)
- Кожалиоя (левый)
- Нази (левый)
- Нейлян-Виршаноя (правый, впадает в озеро Юрика)
- Кауги (правый, впадает в озеро Юрика)
- Каменный (левый)
- Очакка (левый, впадает в Шомбозеро)
- Шуо (левый, впадает в Шомбозеро) (с притоком реки Сювяоя)
- Яли (правый)[4][5][6][7]

### Озёра
Шомба протекает через озёра:
- Лулло
- Кургиево
- Юрика
- Кукуа
- Шомбозеро

Также бассейну Шомбы принадлежат озёра:
- Большое Шуоярви
- Шювякауги
- Нази
- Назиярви
- Кивиярви
- Цеппи
- Вотани
- Кайянперя